# Liste der Biografien/Krel
Liste der Biografien |
Portal Biografien |
Personensuche
# |
A |
B |
C |
D |
E |
F |
G |
H |
I |
J |
K |
L |
M |
N |
O |
P |
Q |
R |
S |
T |
U |
V |
W |
X |
Y |
Z |
?
 
Ka |
Kb |
Kc |
Kd |
Ke |
Kf |
Kg |
Kh |
Ki |
Kj |
Kl |
Km |
Kn |
Ko |
Kp |
Kr |
Ks |
Kt |
Ku |
Kv |
Kw |
Ky |
Kx |
Kz
 
Kra |
Krb |
Krc |
Kre |
Krg |
Krh |
Kri |
Krj |
Krk |
Krl |
Krm |
Krn |
Kro |
Krp |
Krs |
Krt |
Kru |
Kry |
Krz
 
Krea |
Kreb |
Krec |
Kred |
Kree |
Kref |
Kreg |
Kreh |
Krei |
Krej |
Krek |
Krel |
Krem |
Kren |
Kreo |
Krep |
Kres |
Kret |
Kreu |
Krev |
Krew |
Krex |
Krey |
Krez
Die Liste der Biografien führt alle Personen auf, die in der deutschsprachigen Wikipedia einen Artikel haben. Dieses ist eine Teilliste mit 35 Einträgen von Personen, deren Namen mit den Buchstaben „Krel“ beginnt.

## Krel

### Kreli
- Krelin, Julij (1929–2006), sowjetischer Schriftsteller und Chirurg
- Křelina, František (1903–1976), tschechischer Schriftsteller, Dichter, Dramaturg und Pädagoge
- Kreling, August von (1819–1876), deutscher Maler, Bildhauer und Hochschullehrer

### Krell
- Krell, Andreas (* 1962), deutscher Jurist
- Krell, August Christian Ferdinand (1802–1856), deutscher Jurist und Politiker
- Krell, Bruno (1903–1976), deutscher Bildhauer
- Krell, Christian (* 1977), deutscher Politikwissenschaftler
- Krell, Eberhard (1938–2006), deutscher Politiker (SPD), Oberbürgermeister von Wilhelmshaven
- Krell, Eduard (1805–1879), deutscher Verwaltungsjurist, Oberbürgermeister von Meiningen
- Krell, Friedrich (1928–2020), deutscher Chorpädagoge und Chorleiter
- Krell, Gert (* 1945), deutscher Politologe und Hochschullehrer
- Krell, Gertraude (1952–2016), deutsche Betriebswirtin
- Krell, Hans († 1565), deutscher Maler
- Krell, Johannes (* 1982), deutscher Dokumentarfilmer, Kameramann und Sounddesigner
- Krell, Leo (1888–1961), deutscher Germanist und Lehrer
- Krell, Lothar (* 1955), deutscher Komponist und Musikproduzent
- Krell, Louis (1832–1919), deutscher Orgelbauer
- Krell, Matthias (* 1959), deutscher Politiker (SPD), MdL
- Krell, Max (1887–1962), deutscher Autor und Lektor
- Krell, Nikolaus († 1601), Jurist und Kanzler des Kurfürsten Christian I. von Sachsen
- Krell, Paul (* 1983), deutscher Rechtswissenschaftler
- Krell, Peter C., deutscher Verleger und Unternehmer
- Krell, Rudolf (1868–1946), deutscher Maschinenbauingenieur
- Krell, Stefan (* 1992), österreichischer Fußballspieler
- Krell, Susanne (* 1955), deutsche Künstlerin
- Krell, Tobi (* 1986), deutscher Fernsehmoderator, Reporter und RedakteurTobi Krell (* 1986)

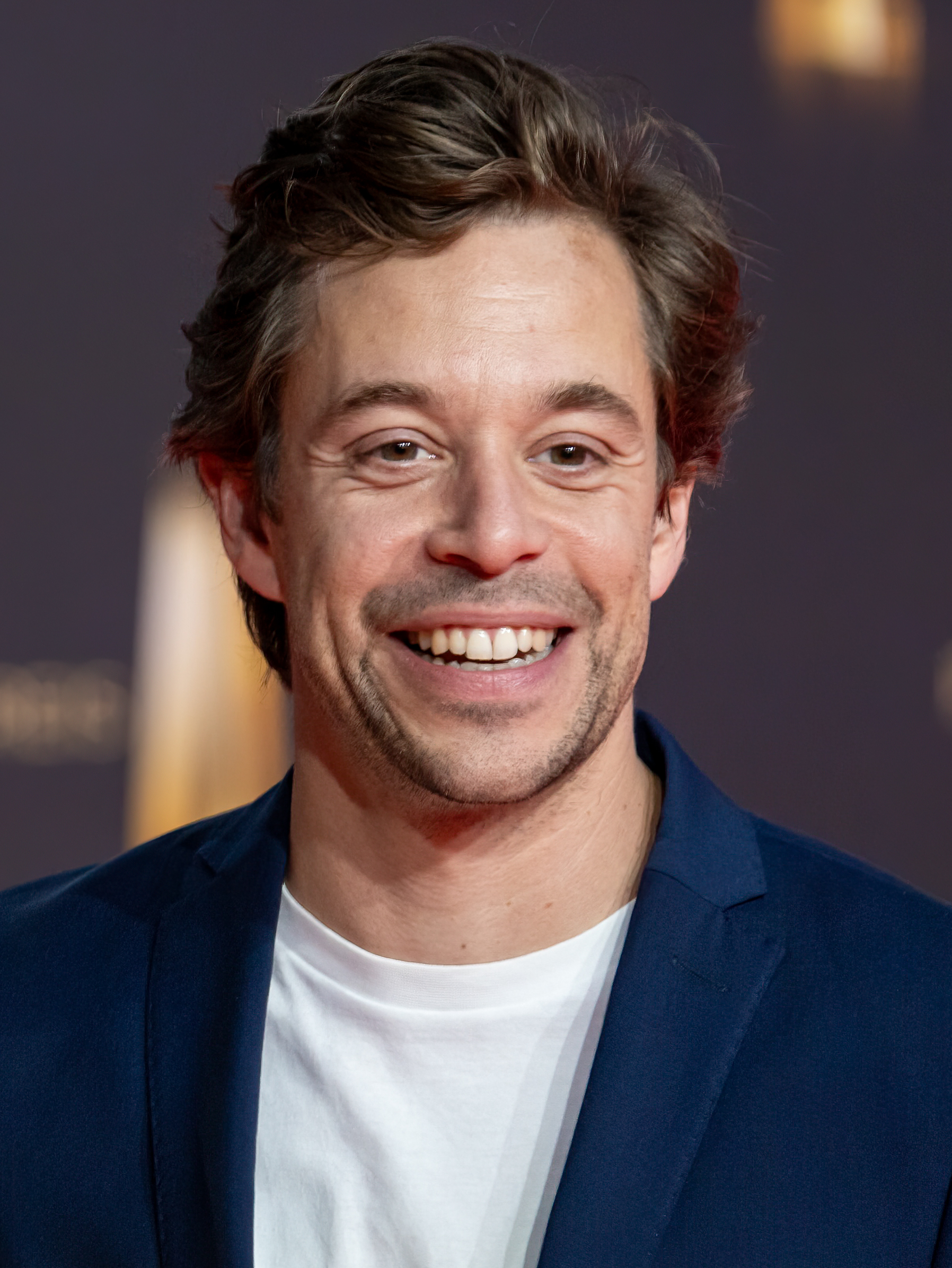
Tobi Krell (* 1986)

- Krell, Uwe (* 1964), deutscher Politiker (AfD)
- Krell, Wolfgang (* 1969), deutscher Graffiti-Künstler
- Krella, Detlef (* 1964), deutscher Fußballspieler
- Krelle, Michael (* 1973), deutscher Sprachwissenschaftler
- Krelle, Wilhelm (1916–2004), deutscher Volkswirt, Mathematiker und Physiker
- Kreller, Emil (1811–1882), deutscher Rittergutsbesitzer konservativer Politiker, MdL (Königreich Sachsen)
- Kreller, Hans (1887–1958), deutscher Rechtshistoriker
- Kreller, Susan (* 1977), deutsche Schriftstellerin, Journalistin und Literaturwissenschaftlerin
- Krellmann, Jutta (* 1956), deutsche Politikerin (Die Linke), MdB